# James Thurber
James Grover Thurber (Columbus, 8 dicembre 1894 – New York, 2 novembre 1961) è stato un giornalista, fumettista, scrittore, novellista e umorista statunitense.
Da molti è conosciuto per la sua attività al New Yorker. Iniziò a lavorare come vignettista nel 1924, all'età di 30 anni, e nel 1933 divenne già caposettore all'interno del New Yorker.

## Biografia
Da piccolo, giocando con i suoi due fratelli, William e Robert, perse un occhio. Questo gli impedì di partecipare a sport e attività all'aperto sviluppando in lui spiccate doti di osservatore. Il neurologo Vilayanur S. Ramachandran ha ipotizzato che soffrisse della Sindrome di Charles Bonnet che gli procurava allucinazioni visive alle quali reagiva disegnando.
Studiò alla Ohio State University (dal 1913 al 1918) senza laurearsi. Gli fu però riconosciuta la laurea honoris causa postuma nel 1995.
Dal 1918 al 1920 lavorò come dipendente pubblico presso il Department of State, prima a Washington e poi presso l'ambasciata americana a Parigi. Tornato a Columbus, iniziò a scrivere per il Columbus Dispatch (dal 1921 al 1924), per lo più recensioni in una rubrica chiamata Credos and Curios. In questo periodo fu anche corrispondente estero da Parigi per il Chicago Tribune e altri giornali.
Nel 1925 si trasferì al Greenwich Village di New York, diventando cronista presso il New York Evening Post. Ma la sua vera strada la trovò dal 1927 quando iniziò la lunga collaborazione con The New Yorker, all'inizio come scrittore e poi come disegnatore di vignette quando nel 1930 il suo collega Elwyn Brooks White scoprì alcuni disegni in un cestino e lo invitò a pubblicarli.
Thurber si sposò due volte, nel 1922 con Althea Adams, dalla quale ebbe la sua unica figlia, Rosemary. Dopo il divorzio (1935) si risposò con Helen Wismer, poi curatrice delle sue opere postume.
Morì nel 1961 a 66 anni, per complicazioni a seguito di una polmonite seguita da un ictus.

### Carriera letteraria
Thurber è uno dei pochi al mondo ad aver diviso la sua carriera tra scrittore di racconti e disegnatore di fumetti. In qualche modo è uno dei più rappresentativi collaboratori del The New Yorker, per il quale disegnò anche molte copertine, spesso con la tecnica a carboncino.
La scrittrice Dorothy Parker, sua amica, disse che i suoi disegni sembravano biscotti non ancora infornati e lui stesso riferiva che gli venivano descritti come fossero disegnati sotto l'acqua. L'ingenuità e la potenza del tratto ne fanno ormai un classico. L'ultimo dei suoi disegni fu un autoritratto con gesso giallo su carta nera che apparve sulla copertina di Time Magazine del 9 luglio 1951.
I suoi racconti sono per lo più umoristici e leggeri, ma con qualche eccezione che va verso il noir (come in The Whip-Poor-Will, raccolto in My World and Welcome to It, 1942). Tra i suoi racconti più famosi The Dog That Bit People o The Night the Bed Fell (entrambi in My Life and Hard Times, la raccolta di racconti a metà autobiografici e di fantasia che lo portò al successo).
Anche The Secret Life of Walter Mitty, The Catbird Seat, A Couple of Hamburgers, The Greatest Man in the World e If Grant Had Been Drinking at Appomattox sono ben conosciuti (si trovano in The Thurber Carnival, tradotto quasi subito in due volumi da Frassinelli editore).
Scrisse anche oltre 75 favole, poi nelle due raccolte Fables for Our Time (1940) e Further Fables for Our Time (1956) e nei volumi a narrazione unica The White Deer (1945), The 13 Clocks (1950) e The Wonderful O (1957).
Fu anche uno dei primi a occuparsi di radio come fenomeno di cultura di massa, scrivendo una rubrica chiamata Soapland, poi raccolta nel volume The Beast in Me and Other Animals (1948). Con l'amico attore e regista Elliott Nugent scrisse la commedia The Male Animal che fu un successo teatrale a Broadway e poi venne trasformata in film nel 1942. Il film, uscito in italiano con il titolo L'uomo questo dominatore, ha tra gli attori Henry Fonda, Olivia de Havilland, Joan Leslie e Jack Carson. Nel 1947 anche Danny Kaye (diretto da Norman Z. McLeod) volle realizzare un film da un suo racconto, Sogni proibiti, che però non piacque a Thurber.
Nel 1960, dopo averlo voluto a lungo, riuscì finalmente ad andare in scena lui stesso con una serie di 88 repliche di A Thurber Carnival, una commedia che ridusse dal proprio libro omonimo del 1945. La rappresentazione vinse il Tony Award.
Diversi programmi di CBS e più tardi di NBC vennero tratti dalle sue opere (in una serie del 1969-70 Thurber fu impersonato dall'attore William Windom che vinse il Premio Emmy).
L'animazione tratta da My World and Welcome to It, divenne nel 1972 il film Oggi sposi: sentite condoglianze, con Jack Lemmon.
Dal 1997 è stato fondato il Thurber Prize che premia gli umoristi americani di maggior pregio a sua memoria.

## Opere
- Is Sex Necessary? or, Why You Feel the Way You Do (finto manuale di psicologia sessuale scritto con Elwyn Brooks White), 1929; trad. di S. Stefani, Il sesso e necessario?, Milano: Bompiani, 1970
- The Owl in the Attic and Other Perplexities, 1931
- The Seal in the Bedroom and Other Predicaments, 1932
- My Life and Hard Times, 1933
- The Middle-Aged Man on the Flying Trapeze, 1935
- Let Your Mind Alone! and Other More or Less Inspirational Pieces, 1937
- The Last Flower, 1939
- The Male Animal (commedia teatrale scritta con Elliot Nugent), 1939
- Fables for Our Time and Famous Poems Illustrated, 1940; trad. di Attilio Veraldi, Favole per il nostro tempo, Milano: Rizzoli, 1974
- My World--and Welcome to It, 1942; trad. parziale di Adriana Pellegrini in Il meglio di James Thurber, prefazione di Giambattista Vicari, Milano: Longanesi, 1960
- The Catbird Seat, 1942
- Many Moons (per ragazzi), 1943; trad. di Glauco Arneri, Voglio la luna, Milano: Mondadori, 1999
- Men, Women, and Dogs, 1943
- The Great Quillow (per ragazzi), 1944
- The Thurber Carnival (antologia), 1945; trad. di Agostino Severino in La notte degli spiriti, Torino: Frassinelli, 1946; e in Il più grand'uomo del mondo, Torino: Frassinelli, 1947; entrambi Milano: Oscar Mondadori, 1972; solo il primo Milano: Corbaccio, 1992 e Milano: TEA, 1996
- The White Deer (per ragazzi), 1945
- The Beast in Me and Other Animals, 1948
- The 13 Clocks (per ragazzi), 1950; trad. di Marina Baruffaldi in La meravigliosa O e i 13 orologi, Milano: Mondadori, 1996
- The Seal in the Bedroom and Other Predicaments (con introduzione di Dorothy Parker), 1951
- The Thurber Album, 1952; trad. parziale in Il meglio di James Thurber, cit.
- Thurber Country, 1953; trad. parziale in Il meglio di James Thurber, cit.
- Thurber's Dogs, 1955; trad. parziale in Il meglio di James Thurber, cit.; trad. di Franco Cavallone, Il cane che sapeva troppo e altre 23 storie di cani, Milano: Rizzoli, 1973; trad. parziale in Il cane che sapeva troppo, ed. scolastica a cura di Giovanni Albertocchi, Firenze: Sansoni, 1983
- Further Fables for Our Time, 1956; trad. parziale in Il meglio di James Thurber, cit.; trad. in Favole per il nostro tempo, cit.
- The Wonderful O (per ragazzi), 1957; trad. in La meravigliosa O e i 13 orologi, cit.
- Alarms and Diversions (antologia), 1957; trad. parziale in Il meglio di James Thurber, cit.
- The Years with Ross (memorie della vita professionale passata con Harold Ross al The New Yorker), 1959
- A Thurber Carnival (commedia teatrale), 1960
- Lanterns and Lances, 1961
- Credos and curios (antologia postuma), 1962
- Vintage Thurber (antologia in due volumi, a cura di Helen Thurber), 1963
- Thurber and Company, 1966; trad. di Marina Valente, Come aiutare i propri simili (uomini e bestie) a sorridere di se stessi, Milano: Rizzoli, 1974
- Selected Letters of James Thurber (a cura di Helen Thurber ed Edward Weeks), 1981
- Collecting Himself: James Thurber on Writing and Writers, Humor and Himself (antologia a cura di Michael J. Rosen), 1989
- Thurber on Crime (a cura di Robert Lopresti), 1991
- People Have More Fun Than Anybody: A Centennial Celebration of Drawings and Writings by James Thurber (a cura di Michael J. Rosen), 1994
- Writings and drawings, (antologia in Library of America, a cura di Garrison Keillor), 1996
- The Dog Department: James Thurber on Hounds, Scotties, and Talking Poodles (a cura di Michael J. Rosen), 2001
- The Thurber Letters (a cura di Harrison Kinney, con Rosemary A. Thurber), 2002